# Zeitschrift für katholische Theologie
La Zeitschrift für katholische Theologie è una rivista accademica di teologia cattolica in lingua tedesca. Fu fondata nel 1877 da professori della Facoltà teologica cattolica dell'Università di Innsbruck. Da allora fu pubblicata da studiosi appartenenti alla Compagnia di Gesù in relazione a contributi di ricerca e recensioni nei campi della teologia e della filosofia. Fino al 2020 la periodicità fu trimestrale la casa editrice fu la Echter Verlag fino al 2020.

## Storia
La Zeitschrift für katholische Theologie era una delle più antiche riviste teologiche accademiche del mondo, distribuita in più di 45 Paesi in tutti i continenti.
Lo scopo era quello di riferire sulle discussioni teologiche in corso e di stimolarle con apertura ecumenica. La Zeitschrift für katholische Theologie era particolarmente impegnata nello spirito del Concilio Vaticano II, di cui preparava e modellava i dibattiti in numerosi contributi.
Fra i redattori della rivista vi furono rinomati teologi come lo studioso di Lutero Hartmann Grisar, lo studioso di liturgia Josef Andreas Jungmann, i fratelli Hugo e Karl Rahner e gli studiosi di liturgia Hans Bernhard Meyer e Rudolf Pacik. L'ultimo direttore fu Georg Gasser.
Le uscite in stampa della ZKTh furono interrotte nel 2020. Dal 2021 fu unita alla rivista Theologie und Philosophie, confluendo rivista online Zeitschrift für Theologie und Philosophie.